# IBM 1030
IBM 1030データ収集システム（データしゅうしゅうシステム、英語: IBM 1030 Data Collection System）はIBMが1960年代、1970年代に販売したデータを集める端末機システムであった。米国のエンディコット工場で1963年に開発されて 、日本も含めた世界中で利用された。

## システムの構成
IBM 1030端末機システムは次のような装置から選ぶことができた。 
- IBM 1031 入力装置（モデルAおよびモデルB）
- IBM 1032 時計装置
- IBM 1033 印刷機
- IBM 1034 カード穿孔機
- IBM 1035 バッジ読取り機

## 利用
IBM 1030端末機システムは、同一場所で複数の入力装置から、あるいは遠隔地の複数の入力装置から、当時一般的だったパンチカードでデータを中央に集めるように利用された。
IBM 1031A 入力装置は通信機能付きで、中央のIBM 1448 遠隔制御装置を通してIBM 1401、IBM 1440計算機システムへも接続でき、IBM 1031B 入力装置はIBM 1031A 入力装置への接続用であった。
IBM 1030端末機システムは後に、IBM System/360計算機システムへも接続されるようになった。

## 移行
IBM 1030データ収集システムのユーザーは後に、IBM 3270表示装置を利用したシステム、IBM 3740データ入力システム（Data Entry System、1973年発表、フロッピーディスクを利用）  などへ様々に移行している。

## 参照項目
- IBM 357
- IBM 1050
- IBM 1070